# Dekanat mytiszczański
Dekanat mytiszczański – jeden z 48 dekanatów eparchii moskiewskiej obwodowej Rosyjskiego Kościoła Prawosławnego. Obejmuje cerkwie położone w rejonie mytiszczańskim obwodu moskiewskiego. Funkcjonują w nim dziewięć cerkwi parafialnych miejskich, dwadzieścia pięć cerkwi parafialnych wiejskich, trzynaście cerkwi filialnych, dwie cerkwie domowe, cerkiew-baptysterium, kaplica-baptysterium, pomieszczenie modlitewne i dziewiętnaście kaplic.
Funkcję dziekana pełni protojerej Dimitrij Ołowjannikow.

## Cerkwie w dekanacie[1]
- Cerkiew Trójcy Świętej w Bołtinie

Kaplica św. Nikity
- Cerkiew Objawienia Pańskiego w Borodinie

Cerkiew domowa Włodzimierskiej Ikony Matki Bożej w Borodinie
- Cerkiew św. Warusa w Wieszkach

Cerkiew Kazańskiej Ikony Matki Bożej w Wieszkach
Kaplica Zaśnięcia Matki Bożej
- Cerkiew św. Eliasza w Wieszkach
- Cerkiew Zaśnięcia Matki Bożej w Witieniewie

Kaplica św. Wielkiej Księżnej Elżbiety
- Cerkiew Trójcy Świętej w Draczewie

Kaplica Narodzenia Matki Bożej
Kaplica Objawienia Pańskiego
- Cerkiew św. Mikołaja w Drużbie
- Cerkiew św. Matrony Moskiewskiej w Zdrawnicy

Cerkiew domowa Obrazu Zbawiciela Nie Ludzką Ręką Uczynionego w Zdrawnicy
- Cerkiew Narodzenia Matki Bożej w Marfinie

Cerkiew Świętych Piotra i Pawła w Marfinie
- Cerkiew Włodzimierskiej Ikony Matki Bożej w Mytiszczach

Cerkiew Zmartwychwstania Pańskiego w Mytiszczach
Cerkiew Opieki Matki Bożej w Mytiszczach
- Cerkiew św. Jana Chrzcziciela w Mytiszczach
- Cerkiew św. Jana Kronsztadzkiego w Mytiszczach

Cerkiew św. Mikołaja Piatnickiego w Mytiszczach
Kaplica św. Matrony Moskiewskiej
- Cerkiew św. Pantelejmona w Mytiszczach
- Cerkiew św. Sergiusza z Radoneża w Mytiszczach
- Cerkiew św. Jerzego w Mytiszczach
- Cerkiew Narodzenia Pańskiego w Mytiszczach

Cerkiew Wprowadzenia Matki Bożej do Świątyni w Mytiszczach
- Cerkiew Wszystkich Świętych w Mytiszczach
- Cerkiew Dońskiej Ikony Matki Bożej w Mytiszczach

Cerkiew Świętych Cierpiętników Carskich w Mytiszczach
Cerkiew Świętej Trójcy w Mytiszczach
Cerkiew Zaśnięcia Matki Bożej w Mytiszczach
Kaplica św. Serafina z Sarowa
- Cerkiew św. Mikołaja w Nikoło-Prozorowie

Cerkiew-baptysterium Podwyższenia Krzyża Pańskiego
Kaplica św. Tichona Zadońskiego
- Cerkiew Narodzenia Pańskiego w Ostaszkowie

Kaplica Smoleńskiej Ikony Matki Bożej
- Cerkiew Przemienienia Pańskiego w Pirogowie

Kaplica-baptysterium Kazańskiej Ikony Matki Bożej
- Cerkiew Spotkania Pańskiego w Powiednikach
- Cerkiew Nowomęczenników i Wyznawców Rosyjskich w Powiednikach
- Cerkiew Narodzenia Matki Bożej w Prussach

Kaplica św. Michała Archanioła
- Cerkiew Iwerskiej Ikony Matki Bożej w Pticefabrice

Cerkiew św. Aleksandra Newskiego w Pticefabrice
- Cerkiew Narodzenia Matki Bożej w Rożdiestwieno-Suworowie

Kaplica św. Mikołaja
- Cerkiew Świętych Wiery, Nadziei, Luby i matki ich Zofii w Rożdiestwieno-Suworowie
- Cerkiew św. Michała Archanioła w Sorokinie
- Cerkiew Narodzenia Pańskiego w Stepańkowie

Kaplica św. Sergiusza z Radoneża
- Cerkiew Zwiastowania Matki Bożej w Tajninskim

Kaplica Ikony Matki Bożej „Władająca”
- Cerkiew Trójcy Świętej w Troice-Sielcach
- Cerkiew Trójcy Świętej w Troickim

Cerkiew Opieki Matki Bożej w Troickim
Cerkiew Spotkania Pańskiego w Troickim
Cerkiew św. Gabriela Archanioła w Troickim
Kaplica Świętych Piotra i Pawła
Kaplica Świętych Piotra i Pawła
Kaplica św. Aleksandra Newskiego
Kaplica Nowomęczenników i Wyznawców Rosyjskich
Kaplica św. Włodzimierza
- Cerkiew św. Mikołaja w Fiedoskinie

Kaplica Świętych Piotra i Pawła
Pomieszczenie modlitewne Kazańskiej Ikony Matki Bożej
- Cerkiew św. Mikołaja w Judinie